# Bryodesma watsonii
Bryodesma watsonii là một loài dương xỉ trong họ Selaginellaceae. Loài này được Underw. Soják mô tả khoa học đầu tiên năm 1992.